# Théâtre municipal d'Hämeenlinna

Le théâtre municipal d'Hämeenlinna (finnois : Hämeenlinnan kaupunginteatteri) est un  théâtre situé dans le quartier de Keinusaari à Hämeenlinna en Finlande.

## Présentation
Le théâtre produit des spectacles sur sa scène principale située dans l'ancienne usine Verkatehdas.
En 2010, le théâtre Hämeenlinna ouvre une nouvelle scène principale dans le centre culturel situé dans la Verkatehdas, dont la salle polyvalente a été rénovée en une salle de théâtre de 350 places de haute qualité acoustique.

## Histoire
L'histoire du théâtre Hämeenlinna commence avec les soirées de l'Association des travailleurs d'Hämeenlinna, fondée en 1888. 
La société des acteurs de l'Association des travailleurs d'Hämeenlinna est fondée le 7 août 1903.
Depuis 1956, le théâtre est géré par la société par actions nommée Hämeenlinnan Kaupungin Teatteri Oy.